# Hermogenes van Priëne
Hermogenes was een hellenistische architect van het einde van de derde eeuw v.Chr of de eerste helft van de tweede eeuw v.Chr. Het is onbekend of hij uit Alabanda of Priëne afkomstig was en waar wij precies werkte. 
Hermogenes is overgeleverd door de werken van Vitruvius. Hij heeft beschrijvingen van een tempel nagelaten, waarvan door Vitruvius gebruik is gemaakt.

## Bouwstijl
Hermogenes bouwde in de Ionische orde. Zijn tempels zijn pseudodipteroi. De binnenste rij zuilen liet hij weg en in de middelste plaatste hij de zuilen verder van elkaar dan de andere. Tussen het epistylium en de tandlijst is reeds een reliëffries aangebracht. De door Hermogenes gehanteerde regels voor het bepalen van de verhoudingen worden door Vitruvius eustylos genoemd. Dit betekende dat de ideale afstand tussen de zuilen 2,5 zuil groot was zijn en de hoogte van de Ionische zuilen 9,5 maal hun diameter. Indien de afstand tussen de zuilen kleiner was, moesten de zuilen langer zijn en omgekeerd dikker bij een grotere afstand tussen de zuilen.

## Belangrijkste werken
- De Dionysostempel te Teos. Dit was de grootste Dionysos-tempel in de antieke wereld. Het overgebleven stylobaat is 18,5 bij 35 meter. De tempel werd gebouwd aan het begin van de tweede eeuw v.Chr.
- De tempel voor Artemis Leukophryene (Artemision)  in Magnesia ad Maeandrum, opgegraven in de 19e eeuw. Strabo noemt deze tempel de belangrijkste na die van Didyma en Efeze, maar het meest verfijnd van allen in verhoudingen. Hermogenes schijnt eveneens schepper te zijn van een altaar tegenover het Artemision.

- Gemeinsame Normdatei: 118939424
- Library of Congress Control Number: n91090165
- Nationale Bibliotheek van Tsjechië: jo2006219837
- Union List of Artist Names: 500088022
- Virtual International Authority File: 96319994